# Pearl (Film)
Pearl ist ein Horrorfilm von Ti West, der Anfang September 2022 bei den Internationalen Filmfestspielen von Venedig seine Premiere feierte, im September 2022 in die US-Kinos kam und am 1. Juni 2023 in die deutschen. Es handelt sich bei dem im Jahr 1918 und damit am Ende des Ersten Weltkriegs angesiedelten Film um das Prequel zu seinem Slasher X, der im Mai 2022 in die Kinos kam.

## Handlung
Der Film spielt im Jahr 1918 am Ende des Ersten Weltkriegs. Pearl vermisst ihren Ehemann Howard, der im Krieg kämpft, während die tödliche Spanische Grippe die Welt heimsucht. Allein in den Vereinigten Staaten hat diese mehr als 615.000 Menschen getötet. Die Menschen bleiben daher lieber zu Hause, haben Bedenken, mit anderen zu interagieren, und tragen Masken, um sich vor einer Infektion zu schützen.
Pearl lebt in dem Bauernhaus unter der repressiven Herrschaft ihrer streng religiösen deutschen Mutter Ruth und hilft bei der Pflege ihres gebrechlichen Vaters, der nach einer Infektion mit der Spanischen Grippe stumm und gelähmt ist. Trotzdem hält Pearl an ihrem Traum fest, eine Tänzerin im Film zu werden.
Ihre ultrakonservativen Eltern missbilligen ihren Wunsch, ein Hollywood-Chorus-Girl zu werden. Ihre einzige wirkliche Möglichkeit, der ländlichen Tristesse gelegentlich zu entkommen, ist der Gang ins Kino in der Stadt. Eines Tages zeigt ihr ein Filmvorführer einen erotischen Avantgardefilm und deutet an, dass er solche auch gerne mit Pearl drehen würde. Bei einem Film wie Palace Follies, in dem die hübschen blonden Tänzerinnen ihre Schlüpfer anbehalten, könnte sie sich das vorstellen.
Während eines Abendessens eskaliert ein Streit mit ihrer Mutter. Bei diesem entzündet sich das Kleid der Mutter am Kamin. Um das Feuer zu löschen, übergießt Pearl ihre Mutter mit heißem Wasser und versteckt sie im Keller. Sie flüchtet zum Filmvorführer und lässt ihren Vater, der das Geschehen mit angesehen hat, im Rollstuhl am Tisch sitzend zurück. Pearl und der Filmvorführer verbringen die Nacht miteinander.
Am nächsten Morgen fährt er sie nach Hause, da sie sich für ein Vortanzen vorbereiten muss. Sie stellt ihm ihren Vater vor. Von ihrem Vater und ihrem verrückten Verhalten überfordert, beschließt er zu gehen und wird von Pearl mit einer Mistgabel ermordet. Es wird angedeutet, dass sie ihre Mutter, die noch im Keller gelebt hat, endgültig umgebracht hat. Sie kleidet sich für das Vortanzen, verabschiedet sich von ihrem Vater und erstickt ihn.
Beim Vortanzen trifft sie auf ihre Schwägerin Mitsy, die sich ebenfalls als Kandidaten bewerben will. Nachdem die Jury sie abgelehnt hat, erleidet sie einen Nervenzusammenbruch und sieht in den Jurymitgliedern ihre bisherigen Mordopfer. Mitsy und Pearl fahren zurück zum Bauernhaus. Dort erzählt Pearl, dass sie ihren Ehemann betrogen hat und von ihm enttäuscht ist, da er mit ihr auf dem Bauernhof lebt, anstatt sie bei ihm in gehobenen Kreisen und er in den Krieg gezogen ist. Sie beichtet Mitsy ihre Morde. Als Mitsy gehen will, sagt sie, dass sie das Vortanzen für sich entscheiden konnte. In einem Akt der Eifersucht tötet Pearl ihre Schwägerin mit einer Axt.
Pearl deckt den Tisch und setzt ihre verstorbenen Eltern mit an diesen. Einige Zeit später kommt ihr Ehemann Howard zurück. Er sieht die Eltern und das Essen, das bereits verschimmelt. Pearl begrüßt ihn und der Film endet mit einer langen Abspannszene, in der sie psychopathisch grinsend und gleichzeitig weinend in die Kamera schaut.

## Produktion

### Regie, Drehbuch und Realisierung

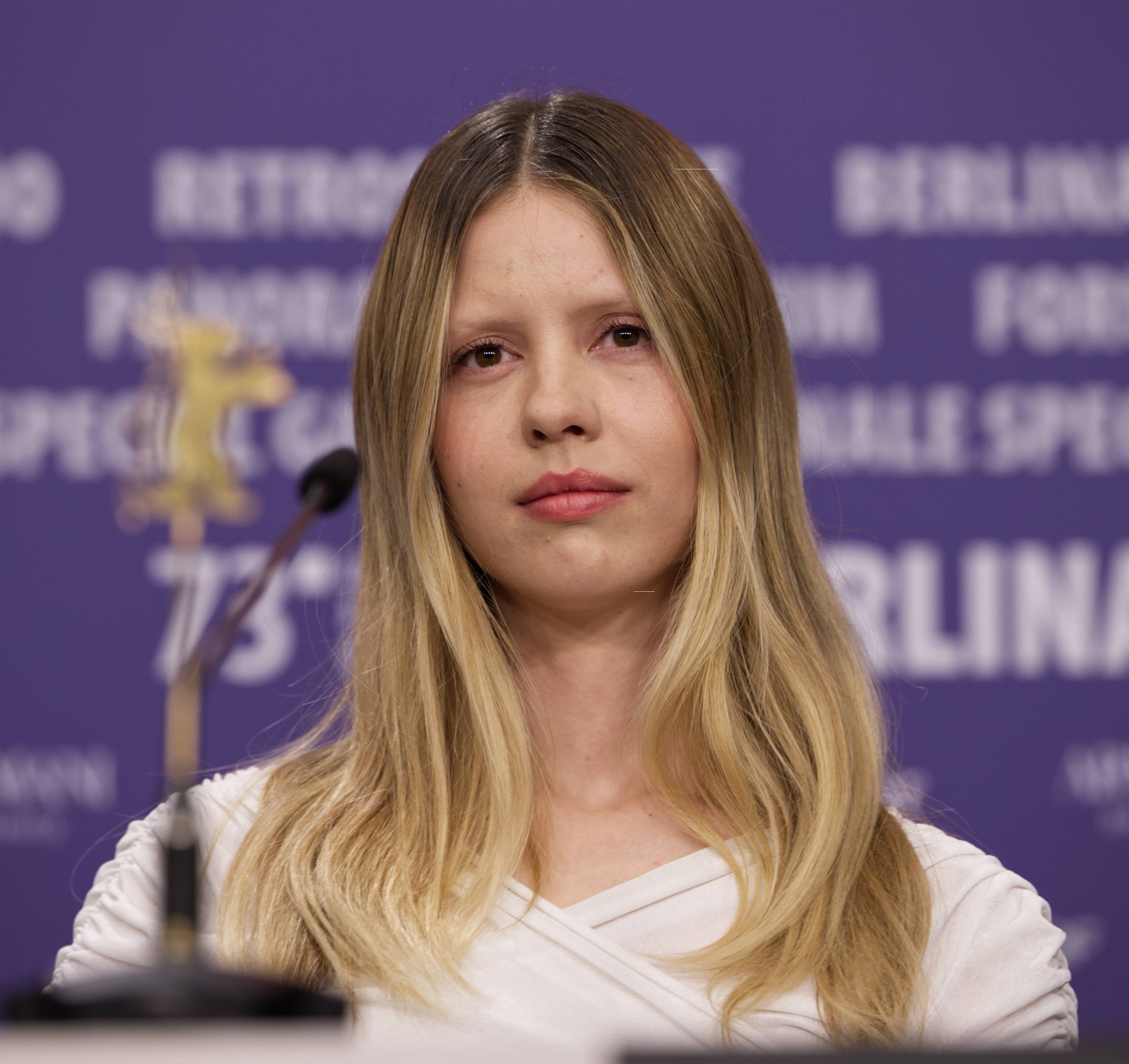
Mia Goth ist in dem Prequel abermals in der Rolle von Pearl zu sehen

Regie führte Ti West, der gemeinsam mit seiner Hauptdarstellerin Mia Goth auch das Drehbuch schrieb. Zur Premiere seines Films X beim South by Southwest Film Festival erklärte West, dass er mit Kameramann Eliot Rockett in Neuseeland auch das Prequel mit dem Titel Pearl drehte. West versuchte mit diesem einige der Lücken zu füllen, die sich in X ergaben. So zeigt Pearl, dass die Hütte, in der das Massaker in X stattfindet, während des Ersten Weltkriegs eine Pension war. West plant die beiden Filme zu einer Trilogie auszubauen: „Ich versuche, aus all dem eine Welt aufzubauen [...] Man kann keinen Slasher-Film ohne ein paar Fortsetzungen machen.“

### Besetzung und Synchronisation
Goth war auch in diesem Film in einer Hauptrolle zu sehen und spielte darin bereits die auch im Sequel auftauchende Pearl. Tandi Wright und Mathew Sunderland spielen ihre Mutter Ruth und ihren gebrechlichen Vater. Alistair Sewell spielt Pearls Ehemann Howard, der im Krieg dient. Emma Jenkins-Purro spielt Pearls Schwägerin Mitsy und David Corenswet den Filmvorführer.
Die deutsche Synchronisation entstand nach einem Dialogbuch und der Dialogregie von Kim Hasper im Auftrag der FFS Film- & Fernseh-Synchron GmbH, Berlin. Friedel Morgenstern leiht in der deutschen Fassung Goth in der Rolle von Pearl ihre Stimme, Vera Teltz ihrer Mutter Ruth, Jodie Blank der Schwägerin Mitsy und Ricardo Richter dem Filmvorführer.

### Filmmusik und Veröffentlichung
Die Filmmusik komponierten Tyler Bates, der Leadgitarrist der Band Marilyn Manson, und Timothy Williams. Das Soundtrack-Album mit insgesamt 19 Musikstücken soll am 23. September 2022 von A24 Music als Download veröffentlicht werden.
Die Premiere des Films erfolgte am 3. September 2022 bei den Internationalen Filmfestspielen von Venedig. Ab 13. September 2022 wurde er beim Toronto International Film Festival vorgestellt. Der Start in den US-Kinos erfolgte am 16. September 2022. Im Oktober 2022 wurde der Film beim Sitges Film Festival gezeigt. Im April 2023 soll er beim Fantasy Filmfest im Rahmen der Fantasy Filmfest Nights gezeigt werden. Am 1. Juni 2023 kam er in die deutschen Kinos. Im Juli 2023 wird Pearl beim Neuchâtel International Fantastic Film Festival vorgestellt.

## Rezeption

### Altersfreigabe
In den USA erhielt der Film von der MPAA ein R-Rating, was einer Freigabe ab 17 Jahren entspricht. In Deutschland erhielt der Film von der FSK keine Jugendfreigabe.

### Kritiken
Von den bei Rotten Tomatoes aufgeführten Kritiken sind 92 Prozent positiv bei einer durchschnittlichen Bewertung mit 7,8 von 10 möglichen Punkten. Auf Metacritic erhielt der Film einen Metascore von 76 von 100 möglichen Punkten.
William Bibbiani von The Wrap schreibt, die überwältigend farbenfrohe Arbeit von Kameramann Eliot Rockett verleihe der alptraumhaften Gewalt im Film eine ansprechende Technicolor-Ästhetik in jeder Szene und Einstellung. Ti West und Mia Goth, die gemeinsam am Drehbuch arbeiteten, kritisierten mit Pearl auch eine Unterhaltungsindustrie, die Sex unter dem Deckmantel der körperlichen Ertüchtigung verkauft, womit Bibbiani die Tanzfilme meint, die eine frühe Form von Pornografie darstellten. Pearl sei nicht nur selbst großartig, der Film werte auch seinen Vorgänger X auf.
Peter Osteried, Filmkorrespondent der Gilde deutscher Filmkunsttheater, erklärt in seiner Kritik, Pearl habe etwas Märchenhaftes, und die Hauptfigur sei eine Art verdrehte Version von Dorothy aus Der Zauberer von Oz. Die ausdrucksstarken Farben unterstützten dieses Feeling noch. Der Film selbst sei vor allem ein psychologisches Drama, eines über familiären Missbrauch, aber auch eines über einen zutiefst verstörten Menschen: „In Pearl schlummert alles, was einen Serienkiller ausmacht. Es brauchte nur noch den einen Schubs, um sie endgültig in den Abgrund zu stoßen.“ Die letzte Einstellung des Films wirke lange nach und wecke Reminiszenzen an die Filme, die auf Basis der Morde von Ed Gein geschahen. Der Film gehöre ganz Mia Goth, die den Südstaaten-Akzent meistere, eine atemberaubende Tanzeinlage abliefere und es versteht, den Wahnsinn ihrer Figur greifbar zu machen.

### Auszeichnungen
Chicago Film Critics Association Awards 2022
- Nominierung als Beste Hauptdarstellerin (Mia Goth)[20]

Critics’ Choice Super Awards 2023
- Auszeichnung als Beste Schauspielerin in einem Horrorfilm (Mia Goth)
- Auszeichnung als Bester Filmbösewicht (Mia Goth)
- Nominierung als Bester Horrorfilm[21]

Dorian Awards 2023
- Auszeichnung als Extravagantester Film des Jahrs
- Nominierung für die Beste schauspielerische Leistung (Mia Goth)[22]

Fangoria Chainsaw Awards 2023
- Nominierung als Bester Kinofilm
- Nominierung für das Beste Drehbuch (Mia Goth & Ti West)
- Nominierung als Beste Hauptdarstellerin (Mia Goth)
- Nominierung für die Beste Kamera (Eliot Rockett)
- Nominierung für die Beste Filmmusik (Tyler Bates & Timothy Williams)
- Nominierung für das Beste Kostümdesign (Malgosia Turzanska)[23]

Independent Spirit Awards 2023
- Nominierung als Beste Hauptdarstellerin (Mia Goth)
- Nominierung für die Beste Kamera (Eliot Rockett)[24]

Neuchâtel International Fantastic Film Festival  2023
- Nominierung im Internationalen Wettbewerb
- Auszeichnung mit dem Imagining The Future Award für das beste Produktionsdesign im Internationalen Wettbewerb[15][25]

Online Film Critics Society Awards 2023
- Nominierung als Beste Hauptdarstellerin (Mia Goth)[26]

Saturn-Award-Verleihung 2024
- Auszeichnung als Bester Independentfilm
- Nominierung für das Beste Drehbuch (Ti West & Mia Goth)
- Nominierung als Beste Hauptdarstellerin (Mia Goth)

Sitges Film Festival 2022
- Nominierung im Oficial Fantàstic Competition
- Auszeichnung als Beste Schauspielerin (Mia Goth)
- Auszeichnung für die Beste Regie (Ti West)[27][28]

## Fortsetzung
Im dritten und letzten Teil von Wests Retro-Slasher-Trilogie mit dem Titel MaXXXine (2024) spielte Mia Goth erneut die Hauptrolle. Die Handlung ist in den 1980er-Jahren angesiedelt.